# Vídeňské plynojemy
Vídeňské plynojemy jsou komplexem čtyř bývalých plynojemů postavených v hlavním městě Rakouska, ve vídeňské čtvrti Simmering, v letech 1896 až 1899 podle návrhu architekta Franze Kapauna. V době výstavby se jednalo o největší plynojemy na evropském kontinentě, každá z budov měla objem 90 000 metrů krychlových. Jde o jednu z nejvýznamnějších průmyslových památek v Rakousku, památkově chráněny jsou plynojemy od roku 1981. V těchto obrovských, 75 metrů vysokých, nádržích se až do roku 1985 skladoval plyn (tzv. svítiplyn). Po uzavření v důsledku přechodu na zemní plyn stavby deset let chátraly, až se roku 1995 Vídeň rozhodla vypsat architektonickou soutěž na přeměnu plynojemů v bydlení, nákupní zónu a zábavní centrum. Vybráni byli čtyři architekti, z nichž každý dostal možnost upravit jeden plynojem: Jean Nouvel, Wilhelm Holzbauer, Manfred Wehdorn a firma Coop Himmelb(l)au. V přízemí Nouvelovy budovy A byla vybudována stanice metra a Nouvel budovu zastřešil skleněnou kupolí. Coop Himmelb(l)au jako jediný ke své budově B přistavěli novostavbu a do podzemí umístili multifunkční halu pro 3000 návštěvníků. Manfred Wehdorn vyplnil atrium kruhové stavby arboretem. Wilhelm Holzbauer umístil do své budovy D, mimo jiné, mateřskou školu. Přestavba byla dokončena v roce 2001. V areálu je i kino, studentská kolej a městský archiv. Je zde asi 800 bytů, s 1600 stálými nájemníky. Majitelem stavby zůstalo město Vídeň. Plynojemy se objevily v roce 1987 v bondovce Dech života.

## Galerie

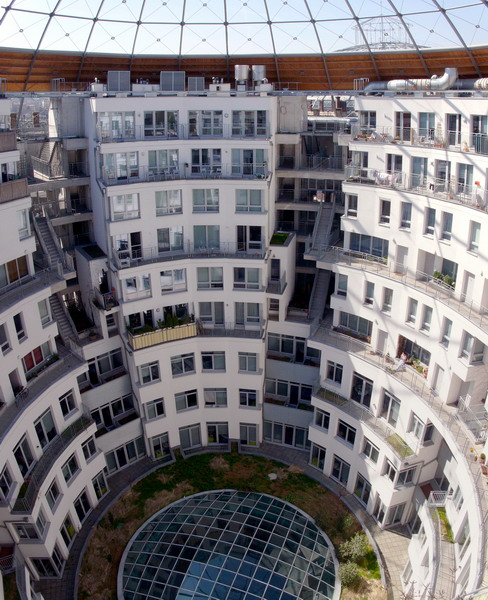
Vnitřek budovy C
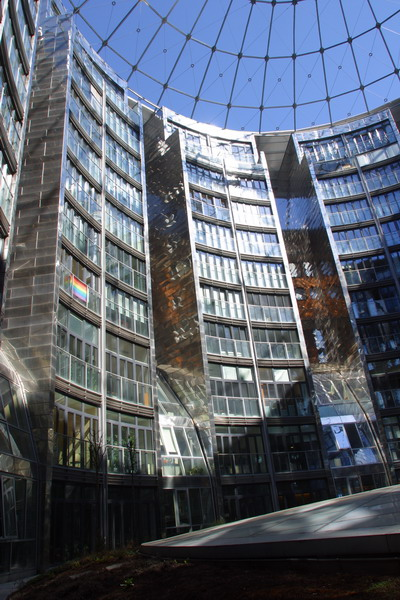
Vnitřek budovy A
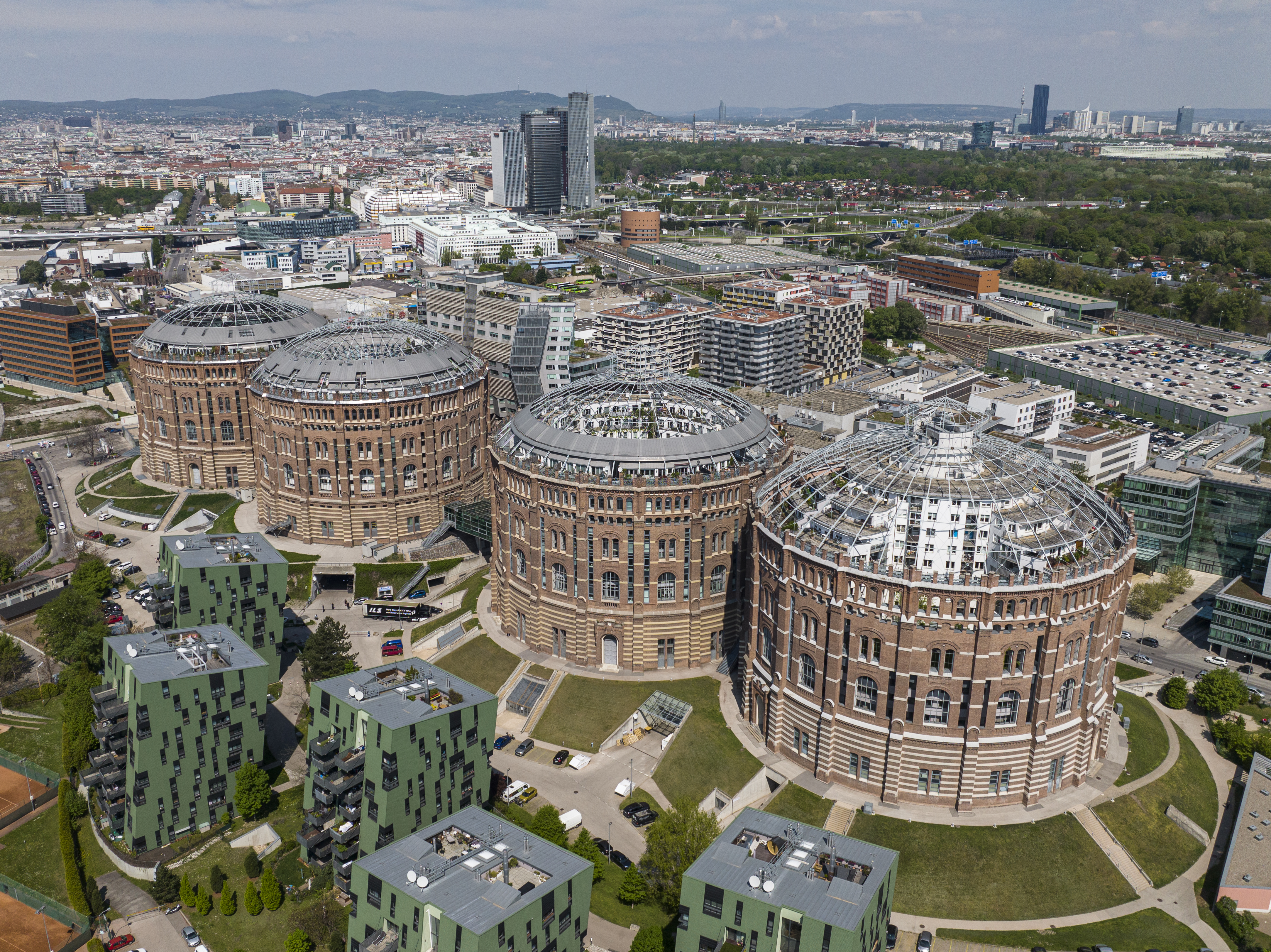
Letecký pohled
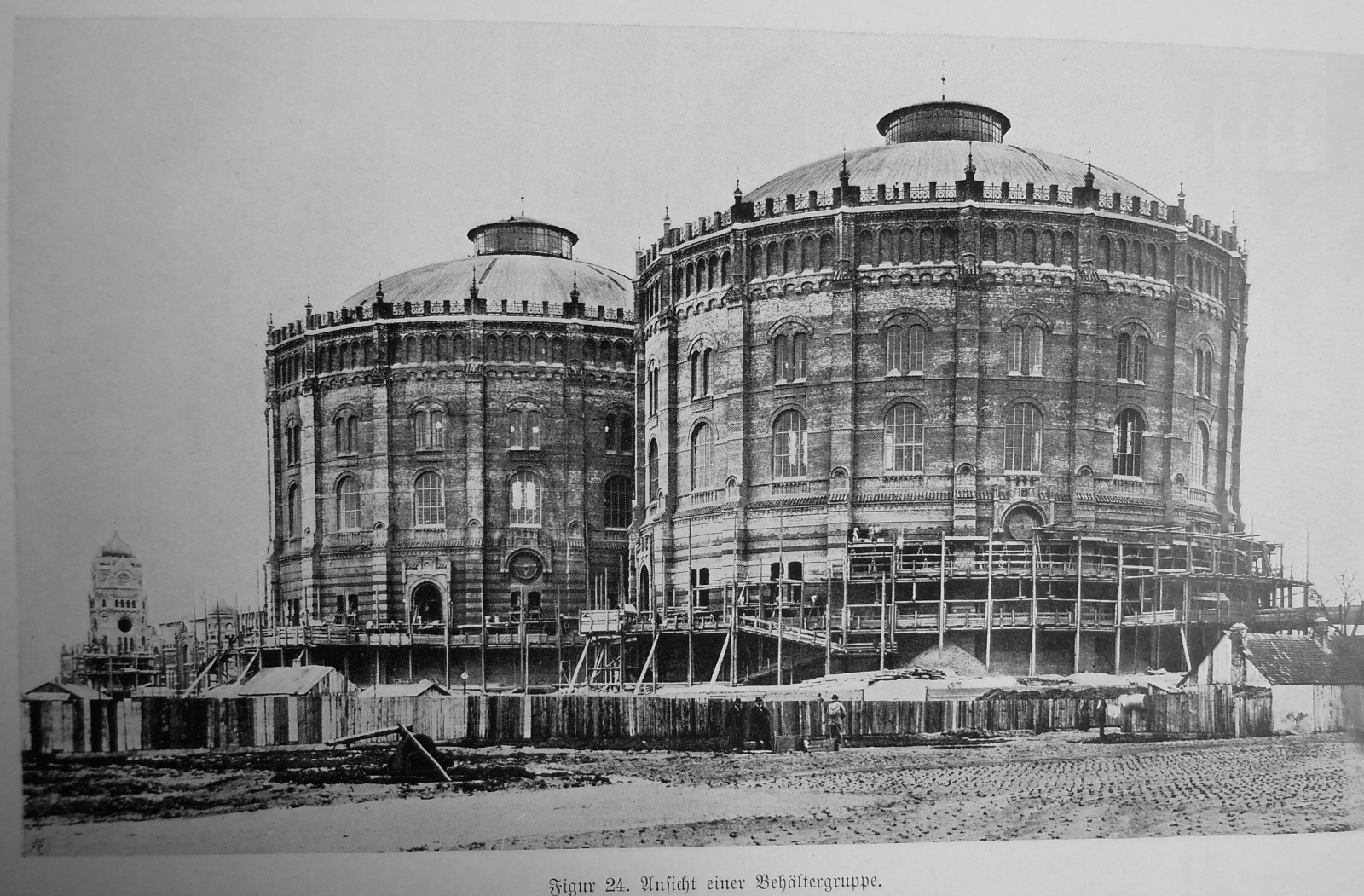
Plynojemy roku 1901
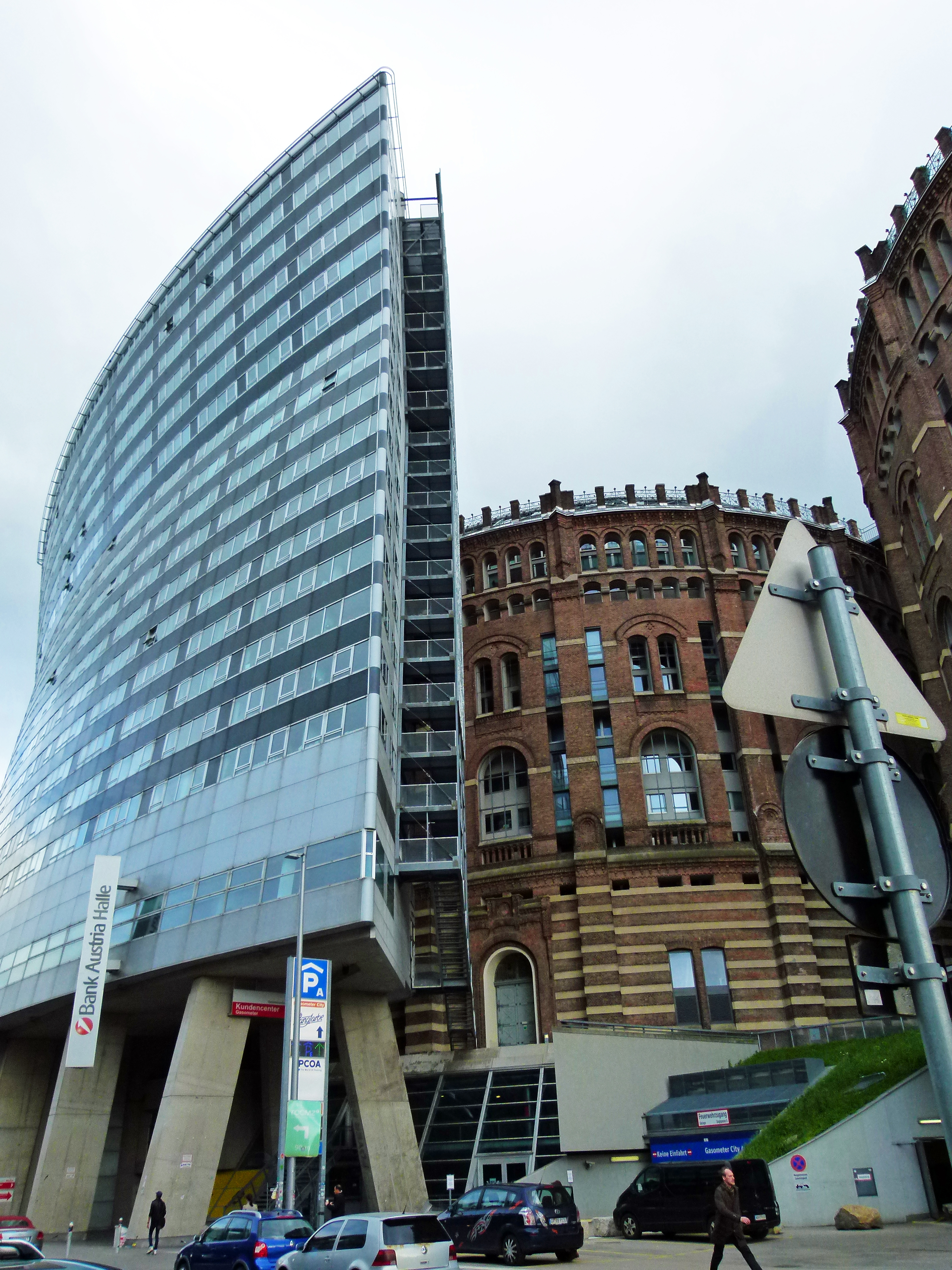
Přístavba k budově B
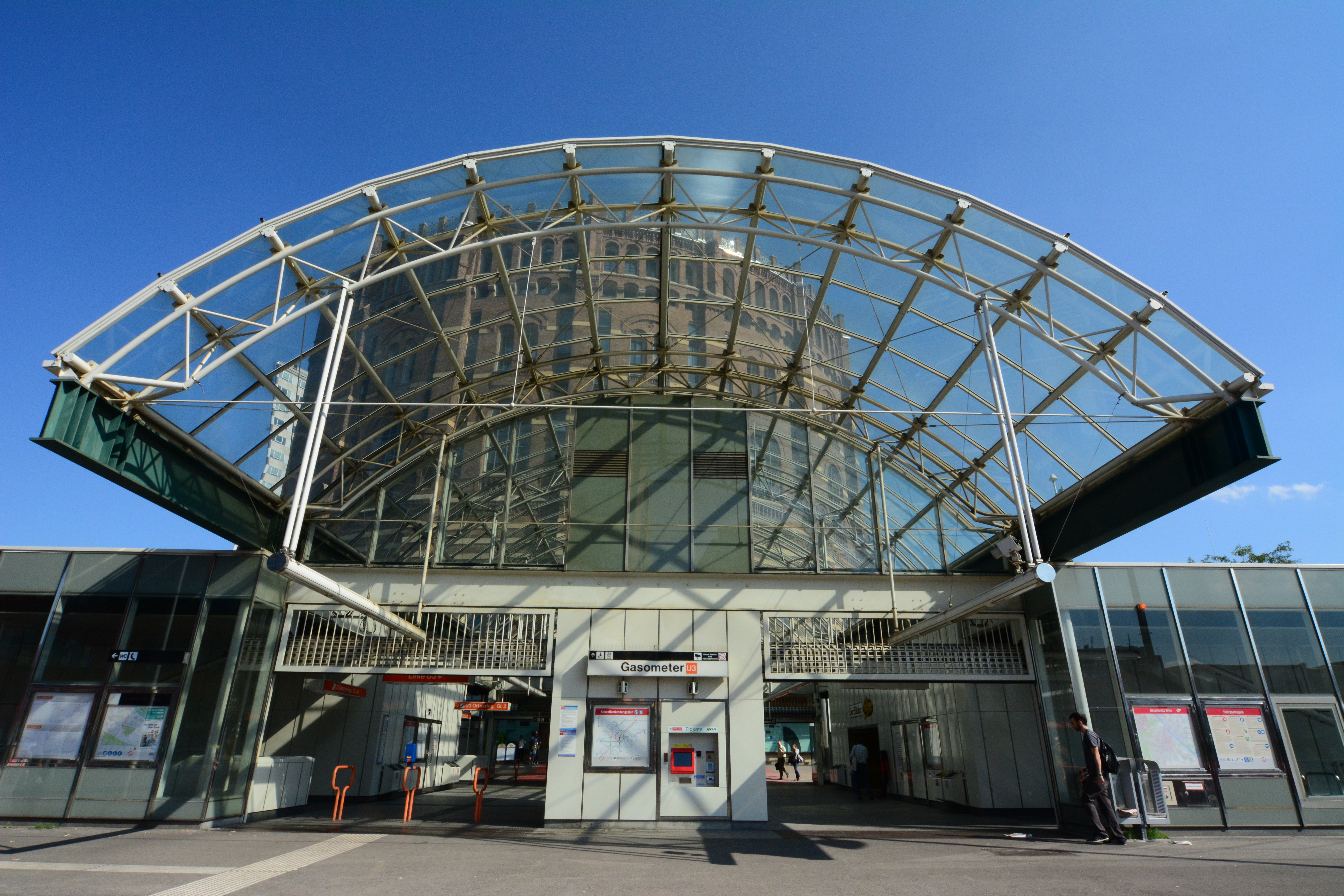
Vstup do metra
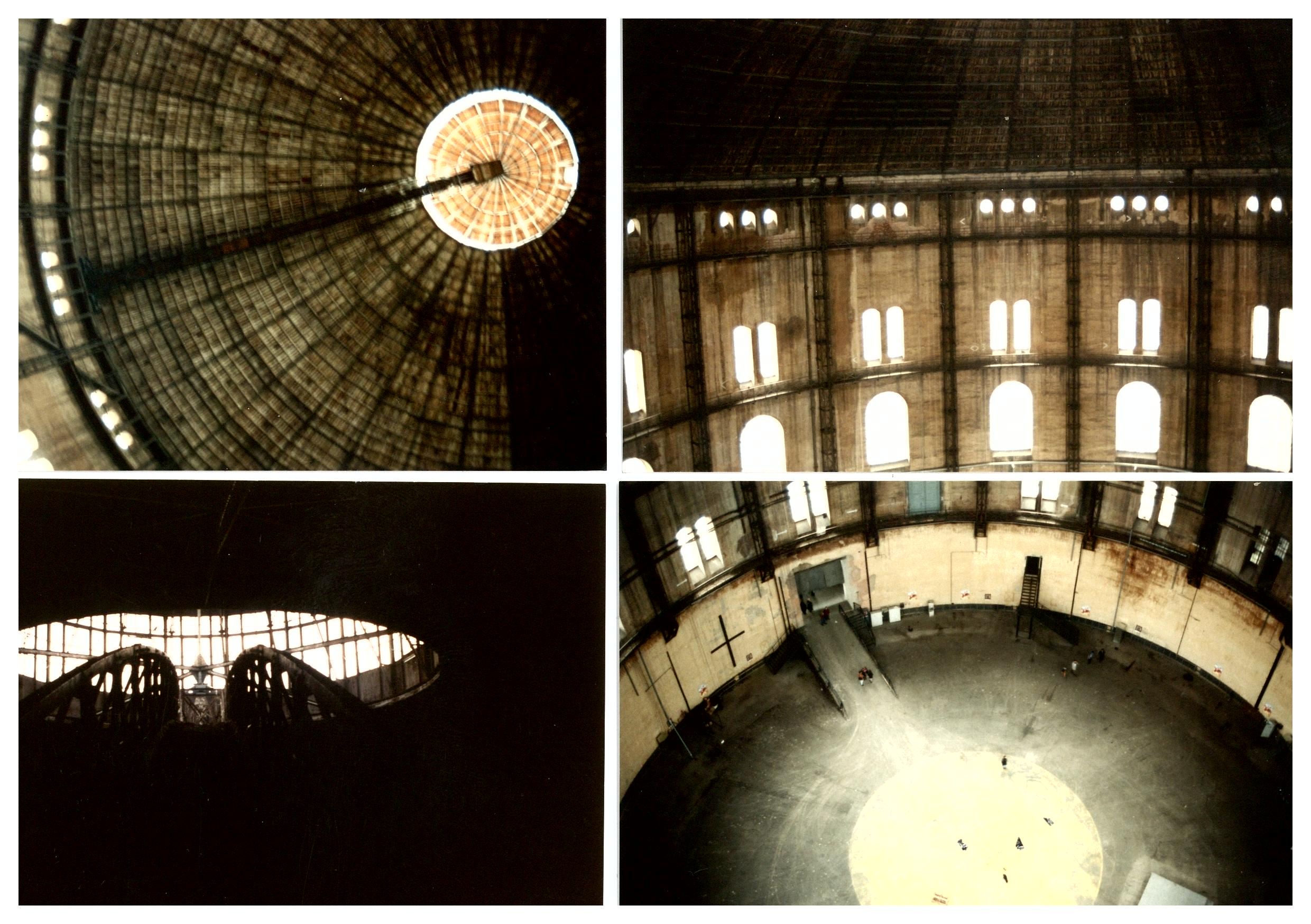
Interiéry před rekonstrukcí
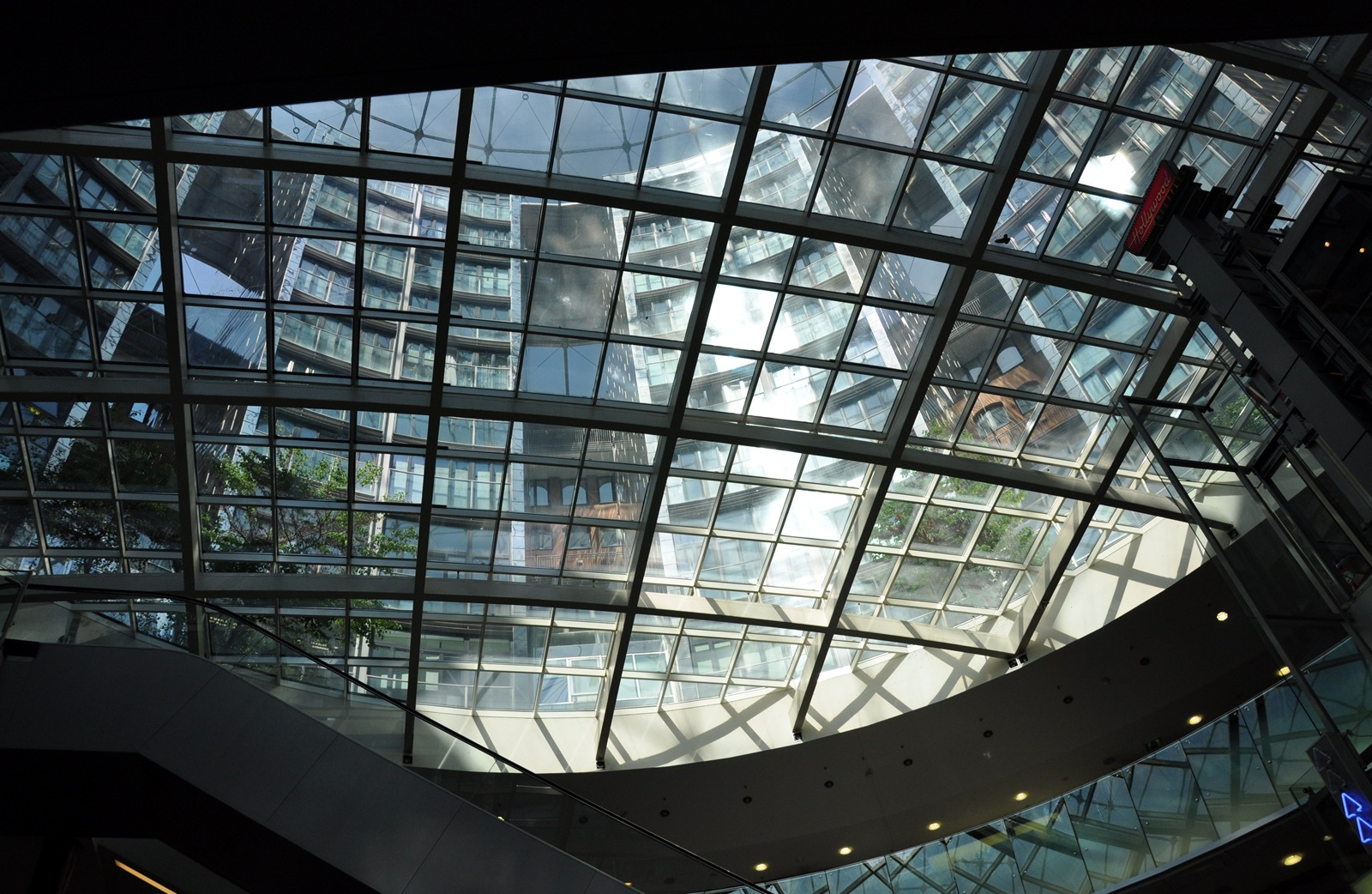
Pohled z přízemí